# Jan Kasl

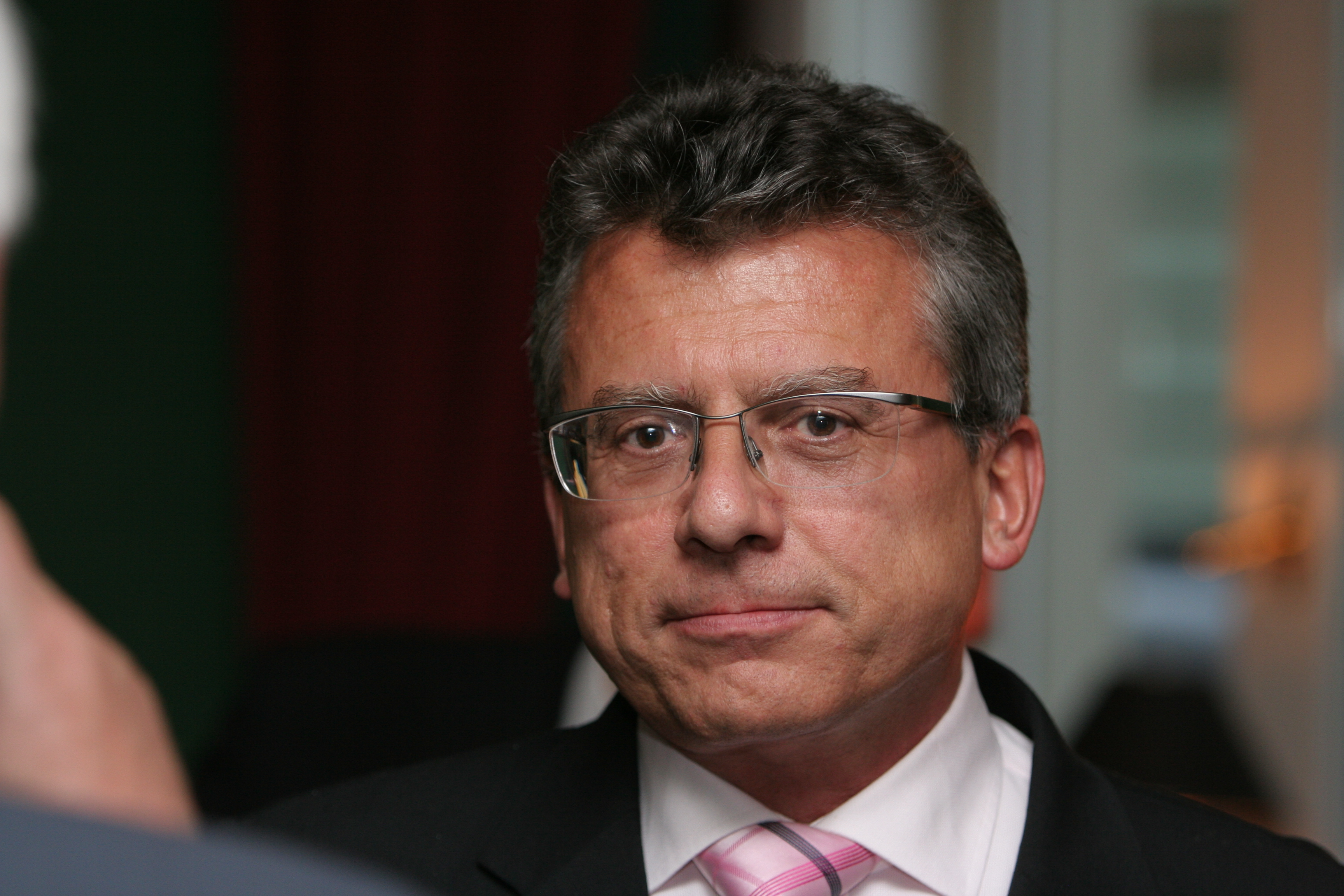
Jan Kasl (2007)

Jan Kasl (* 31. Dezember 1951 in Prag) ist ein tschechischer Politiker. Er war von 1998 bis 2002 Oberbürgermeister von Prag und ist der Gründer der Partei Evropští demokraté (Europademokraten).

## Leben
Kasl besuchte von 1967 bis 1970 die Realschule in Prag und studierte danach bis 1976 an der Fakultät für Bauwesen der Tschechischen Technischen Universität Architektur. 1979 folgte ein Studium der englischen Sprache an der Karls-Universität. Während seines Studiums war er von 1977 als Projektleiter einer Wohnbaugenossenschaft tätig.
Kasl ist das zweite Mal verheiratet und hat aus der ersten Ehe drei Kinder. Seine Frau Terezie ist Journalistin und eine Enkelin von Ferdinand Peroutka.

## Politische Laufbahn
Bis 1990 war Kasl politisch nicht tätig. 1991 trat er in die ODS ein. Bereits im Januar 1990 wurde er für das Občanské fórum in den Gemeinderat des Bezirks Prag 1 gewählt und nahm die Funktion des stellvertretenden Vorsitzenden ein. Der Schwerpunkt seiner Tätigkeit galt dem Bau- und Finanzwesen sowie Informatik. Im November 1990 folgte die Wahl in die Vertretung der Hauptstadt Prag und die Ernennung zum Vorsitzenden des Ausschusses zur Weiterentwicklung der Stadt.
Im Mai 1993 folgte die Wahl zum Rat der Vertretung der Hauptstadt Prag, verantwortlich für lokale Entwicklung und die Reorganisation der Abteilung des Hauptarchitekten zur Abteilung der Entwicklung der Hauptstadt Prag. Am 26. November 1998 wurde er als Nachfolger von Jan Koukal Oberbürgermeister der Stadt, verantwortlich für Außenpolitik, Denkmalschutz und der Planung des Strategieplanes der Hauptstadt Prag. Im Mai 2002 trat er wegen interner Streitigkeiten vom Posten des Oberbürgermeisters zurück.
Zwei Monate darauf gründete er die Partei Evropští demokraté, wurde im November in die Vertretung der Hauptstadt Prag gewählt und am 17. Dezember 2002 zum Vorsitzenden. Diese Wahl wurde im Juni 2003 bestätigt. 2006 schloss sich Kasls Partei mit der Partei SNK zu SNK Evropští demokraté zusammen.